# Singing Bird
Singing Bird é o quinto álbum solo do cantor japonês Koshi Inaba, vocalista do B'z. O álbum estreou no topo da parada semanal da Oricon e na 2ª colocação da Billboard Japan Top Albums, além de ficar em 39º na parada de final de ano de 2014 da Oricon. A faixa "Oh My Love" ganhou um vídeo e foi usada em um comercial da Olympus com a participação do jogador de futebol Keisuke Honda, do Japão.

## Faixas
| N.º            | Título                                                       | Duração |  |
| 1.             | "ジミーの朝 (Jimmy no Asa)" (Manhã do Jimmy)                 | 3:24    |  |
| 2.             | "Oh My Love" (Oh Meu Amor)                                   | 4:33    |  |
| 3.             | "Cross Creek" (Manhã do Jimmy)                               | 3:19    |  |
| 4.             | "Golden Road" (Estrada Dourada)                              | 4:12    |  |
| 5.             | "泣きながら (Nakinagara)" (Enquanto Choro)                   | 4:28    |  |
| 6.             | "Stay Free" (Fique Livre)                                    | 4:09    |  |
| 7.             | "Bicycle Girl" (Garota de Bicicleta)                         | 3:43    |  |
| 8.             | "孤独のススメ (Kodoku no Susume)" (Encorajamento de Solidão) | 4:02    |  |
| 9.             | "友よ (Tomoyo)" (Amigo)                                      | 3:59    |  |
| 10.            | "Photograph" (Fotografia)                                    | 5:14    |  |
| 11.            | "ルート53 (Route 53)" (Rota 53)                              | 4:58    |  |
| 12.            | "念書 (Nensho)" (Testemunho Escrito)                         | 3:15    |  |
| Duração total: | Duração total:                                               | 49:16   |  |

## Créditos
- Koshi Inaba - vocais em todas as faixas, guitarra em "Jimmy no Asa" e "Cross Creek", violão em "Tomoyo", djembe em "Jimmy no Asa", gaita de blues em "Route 53" e "Nensho", cítara elétrica

### Membros de apoio
- Yoshinobu Ōga - guitarra nas faixas 2, 4, 6, 10, 12
- Rafael Moreira - guitarra em "Cross Creek", "Bicycle Girl" e "Kodoku no Susume"
- Yogi Ronitchi - guitarra e violão em "Tomoyo", guitarra em "Route 53"
- Akihito Tokunaga - arranjo em "Stay Free" e "Kodoku no Susume", baixo nas faixas 3, 4, 6, 8, 10, 12
- Taneda Takeshi - baixo em "Oh My Love" e "Route 56"
- Corey McCormick - baixo em "Bicycle Girl"
- Koichi Osame - baixo em "Tomoyo"
- Shane Gaalaas - bateria em todas as faixas exceto 1, 2, 4, 9, 11
- Hideo Yamaki - bateria em "Tomoyo" e "Route 53"
- Satoko - bateria em "Oh My Love"
- Akira Onozuka - órgão em "Oh My Love", "Stay Free" e "Route 53", piano em "Nakinagara" e "Nensho"
- Yamamoto Takuo - flauta em "Jimmy no Asa", "Golden Road" e "Nakinagara"
- Yumiko Morooka - violoncelo em "Jimmy no Asa"
- Hiroko Ishikawa e Lime Ladies Orchestra - cordas em "Nakinagara", "Tomoyo" e "Route 53"
- Hideyuki Terachi - arranjo em todas as faixas exceto "Stay Free" e "Kodoku no Susume"